# Station Tjønnefoss
Station Tjønnefoss is een voormalig spoorwegstation in Tjønnefoss in de gemeente Nissedal in het zuiden van Noorwegen. Het station lag aan de spoorlijn tussen Treungen en Arendal, de Treungenbanen. In 1967 werd het noordelijke deel, van Nelaug tot Treungen, van de lijn gesloten. Drie jaar later werd de lijn vanaf Simonstad opgebroken. Het stationsgebouw in Tjønnefoss kwam gereed in 1914. Het werd ontworpen door Ivar Næss. Na de sluiting kwam het in particulier bezit. 